# Obwody Federacji Rosyjskiej
Obwody Federacji Rosyjskiej (ros. Области Российской Федерации – jednostki podziału administracyjnego Rosji.
Obecnie w skład Federacji Rosyjskiej wchodzą następujące obwody (jest ich 46):
|  | 1. amurski 2. archangielski 3. astrachański 4. biełgorodzki 5. briański 6. czelabiński 8. irkucki 9. iwanowski 10. królewiecki 11. kałuski 12. kemerowski 13. kirowski 14. kostromski 15. kurgański 16. kurski 17. leningradzki 18. lipiecki 19. magadański 20. moskiewski 21. murmański 22. niżnonowogrodzki 23. nowogrodzki 24. nowosybirski 25. omski 26. orenburski 27. orłowski 28. penzeński 29. pskowski 30. rostowski 31. riazański 32. sachaliński 33. samarski 34. saratowski 35. smoleński 36. swierdłowski 37. tambowski 38. tomski 39. twerski 40. tulski 41. tiumeński 42. uljanowski 43. włodzimierski 44. wołgogradzki 45. wołogodzki 46. woroneski 47. jarosławski |

W wyniku referendum przeprowadzonego w październiku 2004, 1 grudnia 2005 Komi-Permiacki Okręg Autonomiczny został połączony z obwodem permskim, tworząc Kraj Permski.
Od 1 lipca 2007 były Obwód kamczacki i Koriacki Okręg Autonomiczny stanowią Kraj Kamczacki.